# Dundee, Michigan
Dundee är en ort (village) i Monroe County i Michigan. Vid 2010 års folkräkning hade Dundee 3 957 invånare.